# Ставраки, Михаил Иванович
Михаил Иванович Ставраки (31 октября 1806 — 15 января 1892, Севастополь, Таврическая губерния) — русский морской офицер. Генерал-майор флота (1860).

## Биография
Родился 19 (31) октября 1806 года в семье дворян Таврической губернии. 9 июля 1821 года произведён в гардемарины. Окончил Морской кадетский корпус 21 апреля 1824 года с производством в мичмана, служил на Черноморском флоте Российской империи.
Участвовал в русско-турецкой войне 1828—1829: на корабле «Поспешный» крейсировал у румелийских берегов и Босфора, участвовал в сражении под Пендераклией при сожжении турецкого корабля, и в Акчесарах при истреблении корвета, а также при взятии городов Агатополя, Василько и Инады. Был награждён орденами Св. Анны 4-й и 3-й степени с бантом.
В 1833 году участвовал в Босфорской экспедиции: на корабле «Память Евстафия» перешёл из Севастополя на буюкдерский рейд, откуда с десантными войсками прибыл в Феодосию, после чего на бриге «Улис» нерешёл из Севастополя в Архипелаг и плавал до Александрии, а потом возвратился в Севастополь. Награждён орденом Св. Станислава 4-й степени и турецкой золотой медалью.

В 1847—1846 годах командовал корветом «Ифигения», в 1851 году — пароходофрегатом «Одесса». 12 марта 1852 года был назначен членом кораблестроительного учётного комитета в Севастополе.
В ходе Крымской войны Ставраки с 23 сентября 1854 года по 27 августа 1855 находился в Севастопольском гарнизоне в качестве помощника капитана Севастопольского порта. За отлично-успешное и ревностное исполнение своих обязанностей по службы во всё время обороны был произведён в капитаны 1-го ранга и награждён орденом Св. Анны 2-й степени с императорской короной. Позднее был членом Комитета по морской науке. Уволен от службы 18 апреля 1860 года с производством в генерал-майоры.
Умер 3 (15) января 1892 года в Севастополе. Похоронен по завещанию на Братском кладбище. Памятник — стилизованное изображение морского орудия из мрамора, установленного на постаменте. Ствол расположен вертикально в части вертлужной впадины-рельефный равносторонний греческий крест, обрамленный лавровыми ветвями. Объект культурного наследия народов России регионального значения  Объект культурного наследия народов РФ регионального значения. Рег. № 921711298550005 (ЕГРОКН)

## Чины
- гардемарин (9 июля 1821)
- мичман (21 апреля 1824)
- лейтенант (11 марта 1831)
- капитан-лейтенант (6 декабря 1841)
- капитан 2-го ранга (23 апреля 1850)
- капитан 1-го ранга (30 марта 1855)
- генерал-майор флота (18 апреля 1860), с увольнением от службы

## Награды
- Орден Св. Анны 4-й ст. (6 сентября 1829)
- Орден Св. Анны 3-й ст. с бантом (21 сентября 1829)
- Орден Св. Станислава 4-й (3-й) степени (1 октября 1833)
- Орден Св. Владимира 4-й ст. (15 апреля 1841)
- Орден Св. Георгия 4-й ст. (17 декабря 1844, за 18 морских кампаний, № 7366 по кавалерскому списку Григоровича — Степанова)
- Орден Св. Анны 2-й ст. с императорской короной (8 сентября 1855)
- Орден Св. Владимира 3-й ст.